# Джон Ньївенбург
Джон Ньївенбург (нід. John Nieuwenburg, нар. 24 грудня 1978, Гаага) — нідерландський футболіст, що грав на позиції півзахисника. По завершенні ігрової кар'єри — тренер.
Виступав, зокрема, за клуби «Спарта» та «Аякс», а також молодіжну збірну Нідерландів.

## Клубна кар'єра
Народився 24 грудня 1978 року в місті Гаага. Вихованець футбольної школи клубу «Спарта». Дорослу футбольну кар'єру розпочав 1996 року в основній команді того ж клубу, в якій провів три сезони, взявши участь у 73 матчах чемпіонату. Більшість часу, проведеного у складі «Спарти», був основним гравцем команди.
Своєю грою за цю команду привернув увагу представників тренерського штабу клубу «Аякс» (Амстердам), до складу якого приєднався 1999 року. Спочатку він регулярно грав під керівництвом Яна Ваутерса, але після його звільнення Ньївенбург також втратив місце в основі та у листопаді 2000 року був відданий в оренду своєму колишньому клубу, «Спарті». Виступаючи в оренді Ньївенбург отримав серйозну травму коліна, через що пропустив три роки й більше за «Аякс» не зіграв.
Так і не відновившись від травми, після майже трьох років без матчів, з початку 2005 року грав у нижчолігових клубах «Дордрехт», «Гелмонд Спорт» та «Гарлем», а завершив ігрову кар'єру в аматорській команді «Схевенінген», за яку виступав протягом 2010—2015 років.

## Виступи за збірну
З 1997 року виступав за молодіжну збірну до 21 року, з якою був учасником молодіжного чемпіонату Європи 2000 року, де нідерландці не вийшли з групи. Всього за молодіжну збірну зіграв 16 матчів.

## Титули і досягнення
- Чемпіон Нідерландів (1):

«Аякс»: 2003/04